# Pernštejnský salon
Pernštejnský salon je novodobý pojem označující společnost osob, která se na počátku 17. století setkávala v Pernštejnském (dnešním Lobkovickém) paláci na Pražském hradě. Tento pojem se vžil především díky historikovi Josefu Janáčkovi.

## Historie

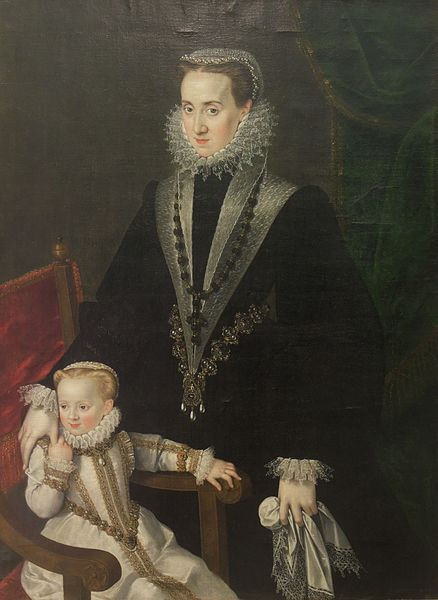
Malá Polyxena z Lobkovic se svou matkou Marií de Manrique de Lara y Mendoza

Salon založila kolem roku 1597 Marie Manrique de Lara y Mendoza, která se svou neteří (a zároveň snachou) Annou Marií Manrique de Lara a dcerou Polyxenou z Pernštejna, obývala palác po svém zesnulém manželovi Vratislavovi II. z Pernštejna (1530–1582) a byla zároveň středem intrik salónu a zapletla se i do několika milostných afér s politickým podtextem.
Salon byl po španělské ambasádě u vídeňského císařského dvora nejvýznamnějším z center španělské kultury a politiky ve střední Evropě. Mezi návštěvníky salonu patřili především reprezentanti české katolické šlechty z blízkého okruhu panovníka s orientací na tehdejší Španělsko a zahraniční diplomaté, jako např. vyslanec španělského krále u císařského dvora Guillén de San Clemente a Baltasar de Zúñiga, ale také představitelé císařského dvora.  
Guillén de San Clemente k navazování kontaktů se zástupci aristokracie využíval velkolepé hostiny. Jednu z nich z 26. července 1600 popsal mimořádný vyslanec francouzského krále Jindřicha IV. maršál Urbain de Laval de Boisdauphin. Guillén de San Clemente kromě vlastních hostin často navštěvoval katolické šlechtice, kteří podporovali španělskou stranu - zejména skupinu šlechticů z rodů Pernštejnů, Rožmberků, Slavatů z Chlumu, Lichtenštejnů ad.).
Kromě politických a kulturních debat se urozená společnost věnovala různým kratochvílím včetně milostných avantýr. Zejména dcera Anna Marie Manrique de Mendoza, vdova po Janovi V. z Pernštejna (1561–1597), byla známa svými aférami s vysokými politiky např. s Karlem z Lichtenštejna, kardinálem Alessandrem d´Estem či francouzským básníkem Pierrem Bergeronem. V roce 1606 se Anna Marie provdala za hraběte Bruna z Mansfeldu a odstěhovala se do Vídně, ani zde však nepřestala intrikovat.